# Författare

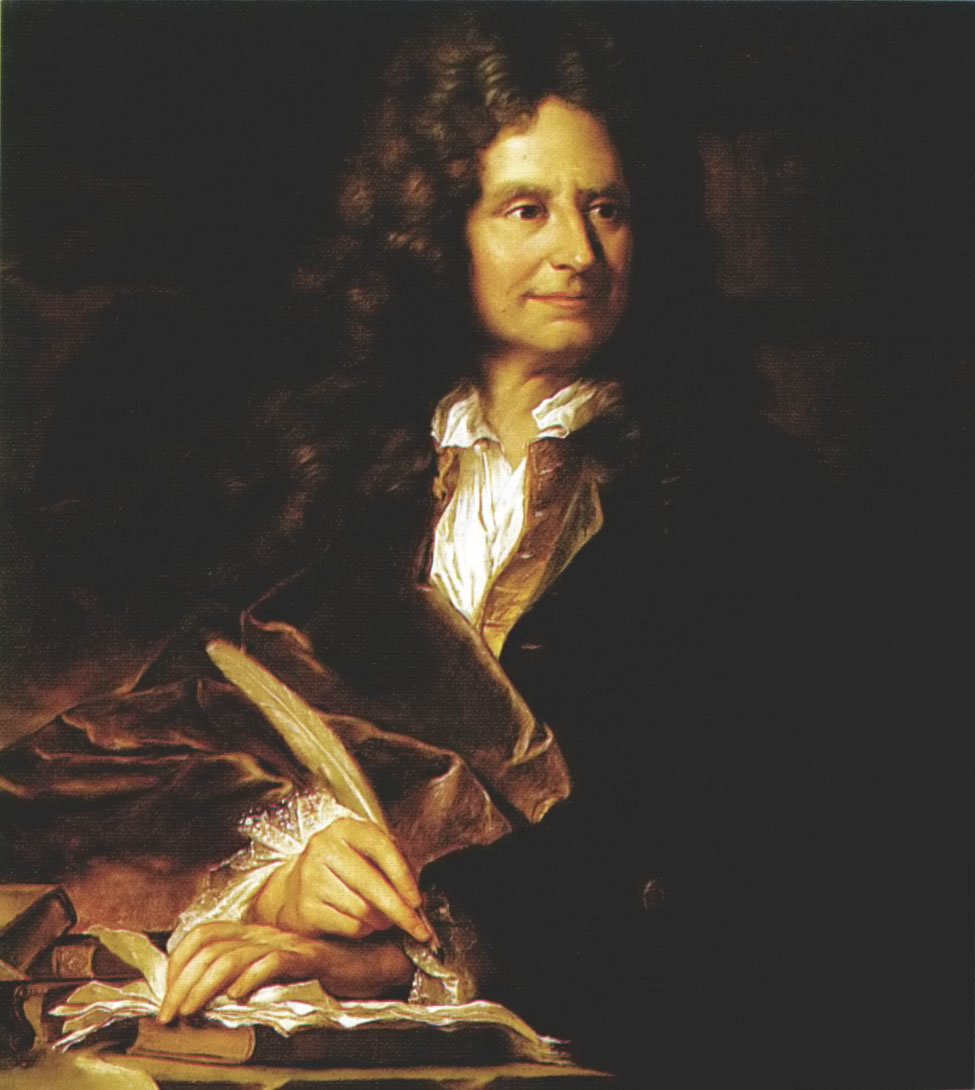
Ett porträtt av Nicolas Boileau (1704).

En författare (om kvinnor även författarinna) är en person som, egenhändigt eller genom "spökskrivare" skriver texter, såsom romaner, noveller och artiklar. Med författare avses i första hand skribenter som skriver skönlitteratur enligt Svenska Akademiens ordbok; skribenter av annan litteratur – främst inom epik – kallas bland annat skriftställare, journalister och informatörer. Utöver att beteckna upphovsmannaskapet till alla slags skrifter, används ordet författare numera även för yrket att skriva böcker som noveller, romaner och facklitteratur. För andra genrer finns andra yrkesbeteckningar: lyrik (poet, diktare, lyriker), dramatik (dramatiker), kåserier (kåsör), krönikor (krönikör), nyhetsartiklar (journalist, reporter) och tecknade serier (serieskapare, serieförfattare). För att bli medlem i Sveriges Författarförbund krävs att man givit ut minst två böcker, och liknande inträdeskrav finns på motsvarande organisationer i andra länder.

## Etymologi
På flera språk används olika ord för yrkesrollen (writer, Schriftsteller) och upphovsmannaskapet (author, Verfasser/Autor). På svenska finns två lånord från tyska: författare från Verfasser (för + fatta + are, i svenskan sedan 1700-talet) och det numera mindre vanliga skriftställare från Schriftsteller. Svenska författare som gärna kallat sig skriftställare är August Strindberg, Kar de Mumma och Jan Myrdal.

## Definition
Precis som med många konstnärligt inriktade yrken är gränserna för vem som får kalla sig författare flytande. Yrkesbenämningen är inte skyddad, och således finns det ingen juridisk definition, eller juridiskt hinder för vem som helst att kalla sig författare. För att i Sverige förhöja sin status inom yrket finns Sveriges Författarförbund (SFF) som ställer kvalitetskrav för medlemskapet, som 2011 uppgick till 2 750 stycken. Förbundet grundades 1893 av Verner von Heidenstam och Hugo Tigerschiöld. Motsvarande finns i många länder: Société des Gens de Lettre i Frankrike som bildades 1838 och Society of Authors i Storbritannien som bildades 1884 är två exempel. De andra skandinaviska länderna fick författarförbund nästan samtidigt som Sverige (Norge 1893, Danmark 1894 och Finland 1897).
Majoriteten av medlemmarna i SFF är dock inte yrkesverksamma författare: av medlemmarna beräknas ungefär 700 vara upp till 75 % litterärt verksamma. Av dessa var 58 % män med en medelålder på 59 år, och 80 % boende i ett av de tre storstadslänen.

## Historia
| ”                                                        | Författarbegreppets tillkomst konstituerar individualiseringens kulmen i idéernas, kunskapernas, litteraturens, filosofins och vetenskapens historia. | „ |
| – Ur Michel Foucaults essä Vad är en författare?" (1969) | |   |

### Antiken till 1500-talet

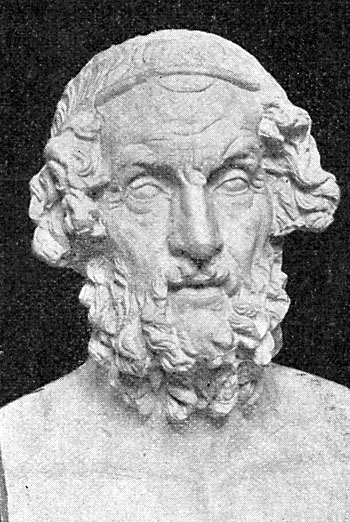
Homeros.

I den antika grekiska kulturen fanns ett förakt för skriften som gjorde att relativt få skrifter skrevs ned under den tiden, med några undantag (Platon, Aristoteles). "Författarna" var då muntliga berättare som återberättade andra berättares historier. Homeros var en av de första som skrev ned en traderad berättelse, men det tvistas i huruvida nedskrivare av traderade berättelser kan räknas som författare. Romarrikets syn på skriften var dock positivare, och de skrev ner många av de grekiska texterna.
Under 800-talet uppstod två separata författarkretslopp, där det skrivna kretsloppet dominerades av klostervärlden och hovkulturer medan den muntliga berättartraditionen var stark. De nedskrivna verken från den här tiden är därmed först och främst religiösa, med undantag för Beowulf och Rolandssången av Chrétien de Troyes. Först under Renässansen i Italien blev författandet mer allmängiltigt, och det var också där de första författarna i mer egentlig mening uppstod, såsom Dante Alighieri (1265-1321) och Francesco Petrarca (1304-1374). Den stora förändringen kom dock med tryckkonsten under 1400-talet, och för första gången började författare nu framträda med sina namn på verken. Dessutom började skådespelen att vinna kraft. De flesta författare arbetade dock med stöd av mecenater, och hade då bland sina uppgifter att skriva hyllningsverk, födelsedagsmeddelanden eller epitafer men var ganska begränsade. Under sena 1500-talet började författare kunna lösgöra sig från sina mecenater med bokhandlarnas framväxt, och marknadsorienteringen blev mer framträdande i författaryrket. Detta gjorde även yrket friare (även om censuren fortfarande var stark). Många var även statligt anställda och klarade sig därmed också utan en mecenat: exempel i Sverige är Bellman och Olof von Dalin.

### 1700–1800-talet
Yrket som vi ser det har inte existerat särskilt lång tid. Det är först på 1700-talet och 1800-talet som författare med ambitioner att skapa konstnärliga verk har kunnat försörja sig på sitt värv. Industrialismens övergång till en billigare och effektivare bokproduktion och den ökade läskunnigheten gjorde att fler böcker såldes, vilket ledde till ökad efterfrågan av olika typer av författare för att passa olika typer av läsare. Det i sin tur ledde till att det skrevs en oerhörd mångfald av böcker. Dessutom växte salongerna fram och akademier bildades runt om i världen, såsom Kungliga svenska vitterhetsakademin 1753 och Svenska Akademien 1786, som stödde författarna. Framväxten av den borgerliga medelklassen utökade efterfrågan på böcker, dels på grund av en ökad läskunnighet, dels på grund av ekonomiska möjligheter.
Som den första yrkesförfattaren brukar britten Samuel Johnson nämnas, som avböjde ekonomiskt stöd 1755 då han trodde sig kunna försörja sig på sitt författande. Med kapitalismens framväxt under 1800-talet blev boken allt mer en kommersiell vara, och författare som Carl Jonas Love Almqvist brukar därifrån kallas den första svenska yrkesförfattaren. De första kvinnliga marknadsförfattarna dök även upp under den här tiden - författare som skrev för en bred publik med texter som sålde i stora upplagor. De första uppträdde redan under 1700-talet, och i Sverige är bland andra Hedvig Charlotta Nordenflycht och Anna Maria Lenngren exempel på detta. Under 1800-talet blev de fler, och även om författarna i salongerna och akademierna var män framträdde ett gäng stora kvinnliga författare med Sophie von Knorring, Fredrika Bremer och Emilie Flygare-Carlén fram. De kvinnliga marknadsförfattarna har dock i olika hög grad glömts bort, mycket på grund av det marknadsinriktade i deras verk snarare än kvalitet. Situationen skilde sig dock något åt i Frankrike, där kvinnor hade en mer framträdande roll i salongskulturen.
Kommersialiseringen och kapitalismen till trots trädde myten om den unikt genialiske konstnärssjälen i samhällets utkant fram, och författaren förväntades stå utanför kraven från det konventionella samhället. Dessa krav kom ofta från salongerna, och är en bild som i mångt och mycket lever kvar av författaren. Det var dock svårt att klara sig ekonomiskt med ett leverne enligt myten - några få exempel är Lord Byron och Erik Johan Stagnelius, men de andra stora samtida svenska författarna, däribland Erik Gustaf Geijer och Esaias Tegnér var båda delar av den borgerliga offentligheten.

### Modern svensk författarhistoria
1812 fick Sverige sin första författarrätt som erkände det litterära verket som konstverk, vilket etablerade termen "verkförfattare", vilket både medförde skillnader i inkomster och ekonomiska förutsättningar samt de estetiska idealen - romantiken började träda fram. Med Sveriges Författarförbund och andra starka krafter har professionaliseringen klargjort tydligare skillnad mellan "riktiga författare och de som inte ansågs vara det".

### Författare på internet
I och med internets intåg har författare som begrepp ändrats. Litteraturvetaren George P. Landow menar att författaren har förlorat auktoritet i förhållande till hypertexten, i och med att författaren har förlorat kontroll över texten till förmån för läsaren. Han konstaterar att Roland Barthes tes om författarens död och Michel Foucaults vidarebyggande på den samma i essän Vad är en författare? åter har blivit aktuell i och med hypertexten. Landow med flera menar också att nätet har visat att författarens död leder till läsarens födelse, och litteraturvetaren Terence Harpold menar vidare att i hypertextens värld är gränsen mellan författare och läsare inte möjlig att urskilja. Lisbeth Larsson menar dock att användningen av internet också har återskapat intresset för författaren, och att läsarens födelse snarare än författarens död har lett till författarens pånyttfödelse.

## Olika typer av författare
Skönlitterära författare delas ofta in i vilken typ av litteratur de skriver, såsom:
- dramatiker
- komiker
- kåsör
- manusdoktor
- manusförfattare
- poet
- romanförfattare

Vanligtvis delas författare dessutom in i efter vilken genre de skriver i, såsom deckarförfattare eller science fiction-författare. Många författare växlar dock mellan genrer och typer av litteratur, därför det kan vara svårt att sätta någon fast etikett på dem.

### Författarroller
Medievetaren Ann Steiner försökte dela upp författarskapet i fem olika roller: etablerade, stjärnor, erkända, outsiders och utgivna, som kategoriserades efter försäljning, genomslag, mottagande, huruvida författaren fått priser, och om internationell lansering förelåg:
|                                 | Etablerade | Stjärnor | Erkända | Outsiders | Utgivna |
| ------------------------------- | ---------- | -------- | ------- | --------- | ------- |
| God försäljning                 | ✕          | ✕        |         |           |         |
| Medialt genomslag               | ✕          | ✕        |         |           |         |
| Kritik, recensioner             | ✕          |          | ✕       | ✕         | (✕)     |
| Litterära priser och stipendier | ✕          |          | ✕       | ✕         | (✕)     |
| Internationell lansering        | (✕)        | ✕        |         |           |         |

De etablerade författarna utgör enligt Steiners modell de som lever på sitt författarskap och som är allmänt välkända. Dessutom uppfyller de nästan alla kriterier, med flitiga recensioner och synlighet i media, höga försäljningssiffror och ofta priser. Det är dock inte lika vanligt att de översätts. Exempel som anges är Kerstin Ekman, P.O. Enquist och Bodil Malmsten på en svensk författarmarknad och Salman Rushdie och Jean-Marie Le Clézio internationellt.
Stjärnförfattarna säljer i betydligt högre försäljningssiffror än till och med de etablerade författarna. De behandlas som kändisar snarare än författare, och lanseras också ofta internationellt. Moderna exempel är bland annat Jan Guillou vars Madame Terror i hårdband och första upplaga sålde i 200 000 exemplar, Lars Kepler som sålt över sjutton miljoner böcker på fler än fyrtio språkoch under decenniet 2010 till 2019 var Sveriges mest säljande författare över alla kategorier,samt andra deckarförfattare som Camilla Läckberg, Henning Mankell och Liza Marklund. Kajsa Ingemarsson och Denise Rudberg är två exempel utanför deckargenren. Historiskt kan både August Strindberg och Verner von Heidenstam ha varit motsvarande stjärnförfattare, och internationella exempel är bland andra Mario Puzo med Gudfadern och Sidney Sheldon. Ett annat exempel är Gertrude Stein vars böcker få har läst men vars person var mycket känd under hennes levnad. En svensk motsvarighet är enligt Torbjörn Forslid, Anders Ohlsson och Björn Ranelid.
Outsiderförfattarna har i mångt och mycket uppstått som en motpol till de övriga, och strävar efter att stå utanför centrum, kommersialismen och bryr sig inte om försäljningssiffrorna. Även om dessa sällan når upp i höga försäljningssiffror eller lanseras internationellt är det inte ovanligt att outsiderförfattare tilldelas litterära priser och stipendier. Ann Steiner menar att de ofta anses skriva mer intressanta verk, och värderats högre för sina offer - en slags "mytologisering av utanförskapet". Angivna exempel är bland andra poeterna Willy Kyrklund, Bob Hansson, Ann Jäderlund och Bruno K. Öijer, samtidigt som Steiner pekar på dubbelheten - att man både vill vara kompromisslös och originell, men samtidigt bli läst och få pengar. Litteraturvetaren Terry Lovell menar att outsidergruppen generellt sett består främst av manliga poeter, samtidigt som kvinnor framförallt under 1700-talet och 1800-talet i en högre grad var marknadsförfattare som skrev mycket, sålde i stora upplagor för den tiden mått mätt men ofta glömdes bort efter sin levnad, och är idag så gott som bortglömda.
De erkända författarna är vad som brukar kallas "midlist" - verk som säljer hyggligt men aldrig når långt på topplistorna. I USA är det ett vanligt epitet som till och med sätts av författarna på sig själva, som exempelvis David Armstrong som skrivit How Not to Write a Novel. Confessions of a Midlist Author, men i Sverige är exemplen svårare att hitta eftersom det i Sverige ses som nedsättande. Ett exempel är ändå Björn Larsson som har lanserats och nått stora framgångar i Frankrike men som är närmast okänd i Sverige. Ofta publiceras midlistförfattare av förlagen som en långsiktig investering för möjliga framtida författare. 
Den sista gruppen, de utgivna, står utanför den litterära offentligheten och är närmast okända - trycks på mindre förlag eller beställtryck, ofta debutanter eller andraboksförfattare. I Sverige ger närmare 2 000 personer ut skönlitterära verk varje år, och många av dessa personer tillhör den sista gruppen.

### Författarsamarbeten
Ibland samarbetar två eller flera författare i skrivandet. Det är i vissa skönlitterära genrer (inklusive bland deckarförfattare) vanligt med författarpar, där två författare samarbetar i skrivandet – ofta under pseudonym. Fenomenet är vanligt i deckarserier, där de två författarna delar på olika uppgifter i denna mer omfattande bokproduktion. Exempel på dylika författarpar/grupperingar är Lars Kepler, Ellery Queen, Emma Lathen, Erin Hunter och Sivar Ahlrud. 
Inom serietidningsvärlden och kiosklitteraturen är det vanligt med pseudonymer som döljer olika kreatörer, vilka anonymt (som spökförfattare/-tecknare) anlitats av ett förlag för att producera material. Långserier som Kitty och Kalle Anka har producerats av sådana "författar/tecknarkonsortier". Vissa enskilda författare inom kiosklitteraturen har dock gjort tvärtom och producerat böcker under ett flertal olika pseudonymer; författarsignaturen till västernserien Bill och Ben – Marshall Grover – var bara en i en lång rad av författarpseudonymer som Leonard Frank Meares använde sig av.
Ytterligare ett sätt att dela på skrivandet är att vara del av en författarstafett. Där kan inledningen av ett bokprojekt påbörjas av en författare, varvid en annan tar vid och därefter en tredje och så vidare. Mer organiserat stafettförfattande gjordes av de fjorton skribenterna inom "The Detective Club", som 1931 tillsammans producerade detektivromanen The Floating Admiral. Bland de författare som här bidrog med varsitt kapitel fanns Agatha Christie, Dorothy L. Sayers och Ronald Knox. Se även kollaborativ fiktion.

## Utbildning
Det finns många olika författarutbildningar, bland andra Litterär gestaltning vid Göteborgs universitet och Författarskolan vid Lunds universitet. Det finns en uppsjö av kurser som inriktar sig till personer som vill utveckla sitt skrivande.